# Universe (album de Mohombi)
 (mars 2018).
Si vous disposez d'ouvrages ou d'articles de référence ou si vous connaissez des sites web de qualité traitant du thème abordé ici, merci de compléter l'article en donnant les références utiles à sa vérifiabilité et en les liant à la section « Notes et références ».
Pour les articles homonymes, voir Universe.
Universe est le deuxième album studio du chanteur suédois Mohombi, sorti en 2014 sur Universal Music, à la suite de son premier album, MoveMeant, sorti en 2011.

## Liste des chansons
- Movin (feat. Caskey, Birdman & KMC (en)) (3:21)
- Just Like That (3:10)
- Universe (3:49)
- Save Me (3:46)
- Turn It Up (3:17)
- Lose It (feat. Big Ali) (3:00)
- Real Love (3:08)
- Dreamers (3:38)
- The Sound (feat. Didrick) (3:24)
- Summertime (3:16)
- Grow Old With You (feat. Geneva) (3:46)
- End of the Day (3:03)
- Maraca (3:41)